# Ochthebius kaninensis
Ochthebius kaninensis är en skalbaggsart som beskrevs av Bertil Robert Poppius 1909. Ochthebius kaninensis ingår i släktet Ochthebius och familjen vattenbrynsbaggar. Arten har ej påträffats i Sverige. Inga underarter finns listade i Catalogue of Life.